# Giampaolo Minnucci
Giampaolo Minnucci, född 24 januari 1967 i Rom, är en italiensk travkusk. Han är främst känd som kusk bakom stjärnhästen Varenne, tränad av finländaren Jori Turja.

## Karriär
Minnucci har bland annat vunnit det Italienska Derbyt tre gånger (1998 med Varenne, 2014 med Sugar Rey och 2018 med Zlatan).
 Tillsammans med Varenne, som av många anses vara den bästa travhästen någonsin, har han upprepade gånger vunnit flera storlopp världen över, bland annat Prix d'Amérique (2001, 2002), Breeders Crown Open Trot (2001), Elitloppet (2001, 2002) och Gran Premio Lotteria di Agnano (2000, 2001 och 2002).

### Elitloppet
Minnucci deltog i Elitloppet för första gången år 2000, tillsammans med Varenne. De var spelade som storfavoriter i sitt kvalheat, som de även vann, och kvalificerade sig därmed till final. Finalloppet vanns av svenska Victory Tilly, körd av Stig H. Johansson och Varenne slutade på femte plats.
Året därpå sökte Minnucci och Varenne revansch, och vann då både försök och finalheat.
2002 års upplaga av Elitloppet blev en riktig fartfest. Varenne vann sitt kvalheat på snabba 1.10,4, vilket var nytt världsrekord. Rekordet stod sig endast i ett par timmar, då han slog sitt eget rekord då han vann finalen på 1.10,2. Detta var ekipagets andra raka seger i Elitloppet, och Varenne blev den då åttonde dubbelsegraren i Elitloppets historia.

## Urval av segrar i större lopp
| År   | Lopp                           | Häst        | Tränare               | Grupp   |
| ---- | ------------------------------ | ----------- | --------------------- | ------- |
| 1998 | Italienska Derbyt              | Varenne     | Jori Turja            | Grupp 1 |
| 1999 | Gran Premio d'Europa           | Varenne     | Jori Turja            | Grupp 1 |
| 1999 | Gran Premio Continentale       | Varenne     | Jori Turja            | Grupp 1 |
| 1999 | Gran Premio delle Nazioni      | Varenne     | Jori Turja            | Grupp 1 |
| 1999 | Prix Ariste-Hémard             | Varenne     | Jori Turja            | Grupp 2 |
| 1999 | Preis der Besten               | Varenne     | Jori Turja            | Grupp 1 |
| 1999 | Prix des Meilleurs             | Varenne     | Jori Turja            | Grupp 1 |
| 2000 | Europeiskt femåringschampionat | Varenne     | Jori Turja            | Grupp 1 |
| 2000 | Gran Premio Lotteria           | Varenne     | Jori Turja            | Grupp 1 |
| 2000 | Olympiatravet                  | Varenne     | Jori Turja            | Grupp 1 |
| 2000 | Prix Roederer                  | Varenne     | Jori Turja            | Grupp 2 |
| 2001 | Prix d'Amérique                | Varenne     | Jori Turja            | Grupp 1 |
| 2001 | Prix des Élites                | Varenne     | Jori Turja            | Grupp 1 |
| 2001 | Elite-Rennen                   | Varenne     | Jori Turja            | Grupp 1 |
| 2001 | Gran Premio Lotteria           | Varenne     | Jori Turja            | Grupp 1 |
| 2001 | Elitloppet                     | Varenne     | Jori Turja            | Grupp 1 |
| 2001 | Trot Mondial                   | Varenne     | Jori Turja            |         |
| 2001 | Breeders' Crown Open Trot      | Varenne     | Jori Turja            |         |
| 2002 | Prix d'Amérique                | Varenne     | Jori Turja            | Grupp 1 |
| 2002 | Prix de Brest                  | Egon Lavec  | Lutfi Kolgjini        |         |
| 2002 | Gran Premio Lotteria           | Varenne     | Jori Turja            | Grupp 1 |
| 2002 | Grand Critérium de Vitesse     | Varenne     | Jori Turja            | Grupp 1 |
| 2002 | Olympiatravet                  | Varenne     | Jori Turja            | Grupp 1 |
| 2002 | Elitloppet                     | Varenne     | Jori Turja            | Grupp 1 |
| 2002 | St. Michel Ajo                 | Varenne     | Jori Turja            | Grupp 1 |
| 2002 | Hugo Åbergs Memorial           | Varenne     | Jori Turja            | Grupp 1 |
| 2002 | Jubileumspokalen               | Varenne     | Jori Turja            | Grupp 1 |
| 2009 | Gran Premio Freccia d'Europa   | Irina       | Holger Ehlert         | Grupp 1 |
| 2014 | Italienska Derbyt              | Sugar Rey   | Paolo Romanelli       | Grupp 1 |
| 2015 | Gran Premio Palio Dei Comuni   | Zorro Photo | Stephanie Lepetit     | Grupp 1 |
| 2017 | Gran Premio Allevatori         | Zlatan      | Alessandro Gocciadoro | Grupp 1 |
| 2018 | Italienska Derbyt              | Zlatan      | Alessandro Gocciadoro | Grupp 1 |